# Kazuhiko Nishi
Kazuhiko "Kay" Nishi (Nishi Kazuhiko, 西 和彦), (Kobe, Japón, 10 de febrero de 1956) es empresario japonés y pionero de los primeros ordenadores personales.
Ingresó en la Universidad privada Waseda de Tokio para estudiar robótica, estudios que abandonó para colaborar en la creación de la primera publicación sobre ordenadores en Japón, llamada "I/O". Posteriormente creó la publicación "ASCII Magazine" y, en el año 1978, creó la empresa ASCII Corporation junto con Keiichiro Tsukamoto. Su primera producción fue la traducción del inglés al japonés del videojuego Wizardry. Por esas fechas Nishi conoció a Bill Gates y entabló una fructífera relación comercial con él. Bill Gates afirmó que “Para alguien de Japón, Kay es probablemente tan parecido a mí como nadie que haya conocido”.
Nishi trabajó en colaboración con NEC para desarrollar el PC-8001, un primitivo ordenador personal que se convirtió en un estándar en Japón. También participó en el diseño del Kyotronic 85, un ordenador que fue el precursor del famoso TRS-80 de Radio Shack.
La fructífera relación de ASCII Corporation con Microsoft culminó con la creación del estándar MSX en 1983. Inicialmente orientado al mercado japonés y europeo, los ordenadores MSX tuvieron un éxito bastante importante durante la década de los 80, principalmente en países como Japón, Países Bajos (principalmente por la fuerte apuesta de Philips en el proyecto), España, Francia, Argentina y Brasil. Microsoft proporcionaba el BASIC equipado en todos los ordenadores de la norma MSX. 
La relación de Nishi con Bill Gates impulsó el crecimiento de ASCII Corporation. El MSX, un nuevo formato de computadora personal, fue desarrollado conjuntamente por Microsoft y ASCII Corporation para el mercado japonés. Sin embargo, Nishi y Gates se distanciaron, y en 1986 Microsoft anunció el fin de la colaboración. Tras afirmar que Nishi le debía a la empresa más de 500.000 dólares, Microsoft creó su propia filial japonesa. Pero ASCII Corporation siguió prosperando.
El Sr. Nishi también tendía a tomar decisiones importantes por impulso y a gastar sin control, lo que llevó a Microsoft a romper con ASCII en 1986. Una de las consecuencias más graves fue la inversión de un millón de dólares en un enorme dinosaurio mecánico para construir en Tokio como recurso publicitario. La ruptura entre el Sr. Gates y el Sr. Nishi fue amarga, aunque ahora ambos hablan periódicamente. 
ASCII incluso se lanzó al sector del alquiler de helicópteros y, como muchas otras empresas, invirtió en arte y bienes raíces, lo que parecía una gran inversión en una época de precios al alza. Nishi planeaba construir un parque industrial para empresas de software en el norte de Japón, equipado con tecnología electrónica moderna y con su propio aeropuerto. El proyecto fue archivado. 

### La disolución de ASCII
En 1991, los otros dos cofundadores de ASCII, Akio Gunji, presidente, y Keiichiro Tsukamoto, vicepresidente, dimitieron abruptamente, aparentemente en protesta por la rápida expansión. "No podían seguirme el ritmo porque estaba acelerando demasiado", declaró Nishi en una rueda de prensa en aquel momento. 
Bajo la dirección de Nishi, ASCII Corporation realizó importantes inversiones en startups estadounidenses del sector de la electrónica. Para 1992, ASCII Corporation estaba muy endeudada y el precio de sus acciones se desplomó. Por orden del Ministerio de Comercio Internacional e Industria, el Banco Industrial de Japón y otros bancos rescataron a la empresa, que se recuperó.
ASCII Corporation invirtió con fuerza en empresas norteamericanas de la industria electrónica, hasta que finalmente en 1992 la compañía no pudo afrontar sus deudas y quebró. La empresa pasó a ser propiedad del Industrial Bank of Japan y otros inversores, y acabó siendo subsidiaria de Kadokawa Group Holdings en el año 2004. Posteriormente, el 1 de abril del año 2008 se fusionó con MediaWorks, otra compañía subsidiaria del grupo Kadokawa, y se renombró a ASCII Media Works.
Actualmente Nishi es el presidente de la MSX Association, una organización privada afín a la norma MSX y presidente de la empresa de ingeniería de audio Digital do MaiN.

### Procedimiento de Quiebra
En marzo de 2023, Nishi se encontraba en proceso de quiebra en Japón, una situación que, según se informa, surgió de las deudas incobrables que heredó tras su salida de ASCII. El 23 de abril de 2025, Nishi afirmó en su cuenta de Twitter que también había decidido avalar el préstamo empresarial de un amigo. Nishi ofreció información actualizada sobre la situación, afirmando que el proceso había finalizado y que su deuda (que se cree asciende a 11.500 millones de yenes) había sido liquidada.  
Según un antiguo artículo  de The New York Times, Nishi "hacía alarde de su riqueza con un estilo extravagante que incluía ir de reunión en reunión en helicóptero". En ese mismo artículo, a Nishi también se le llama "más un vendedor visionario y carismático que un ingeniero", el artículo que describe un perfil del ex empresario ASCII caído Nishi, y cómo se produjo la quiebra, está escrito por el autor Andrew Pollack.

### Crítica de Wikipedia
En 2006, Nishi tuvo una acalorada discusión con otros usuarios sobre el contenido de este artículo sobre sí mismo, y en una entrevista con J-CAST, Nishi dijo: "Estaba tan lejos de la verdad, tan desastroso, que superó mi capacidad de soportarlo", "Fue editado a discreción del editor (Wikipediano), y simplemente se estaba jugando con él entre amigos", "2channel y Wikipedia son lo mismo" y "Wikipedia solo copia y pega. Es como si estuvieran cubriendo mentiras con mentiras". 

### Incidente de Meijyo Gakuin
El 22 de junio de 2019, Nishi fue nombrado presidente de la junta directiva de la Corporación Escolar Meijo Gakuin.  Se decidió la nueva estructura de la junta directiva y los cambios en los directores a cargo. Nishi, quien sucedió a la expresidenta (mujer, de 61 años en ese momento), quien renunció debido al problema de la malversación de 100 millones de yenes de fondos de Myojo Gakuin a moneda virtual, fue despedida. Posteriormente, se descubrió que el depósito de 2.100 millones de yenes para la venta del terreno de la Escuela Secundaria Meijo Gakuin no estaba contabilizado, y Nishi estaba considerando presentar cargos penales contra el expresidente por abuso de confianza.
La Junta Directiva de Meijo Gakuin destituyó a Nishi de su cargo de presidente el 24 de agosto de 2019.
En diciembre de 2019, el expresidente fue arrestado por malversación de fondos. . Nishi, quien ofreció una conferencia de prensa en la ciudad de Osaka el 6 de diciembre, señaló la situación actual, ya que el expresidente aún permanece en la corporación escolar Myojo Gakuin. Véase también: Incidente de Meijyo Gakuin 